# Park Ha-jun
Park Ha-jun (koreanisch 박하준; * 19. April 2000 in Yangyang) ist ein südkoreanischer Sportschütze.

## Erfolge
Park Ha-jun erzielte seine ersten internationalen Erfolge im Jahr 2022. Im Weltcup gewann er mit der Mannschaft in Baku die Gold- und in Changwon die Silbermedaille, außerdem sicherte er sich in Baku mit Keum Ji-hyeon Gold in der Mixedkonkurrenz. In Daegu wurde er im Einzel Asienmeister und belegte sowohl mit der Mannschaft als auch im Mixed den dritten Platz. Mit Cho Eun-young gewann er außerdem bei den Weltmeisterschaften in Kairo ebenso Bronze. Bei den 2023 ausgetragenen Asienspielen in Hangzhou folgte im Mixed mit Lee Eun-seo der Gewinn einer weiteren Bronzemedaille. Außerdem belegte er sowohl im Einzel als auch mit der Mannschaft jeweils den zweiten Platz. In Changwon wurde Park mit Kwon Eun-ji bei den Asienmeisterschaften im Mixed einmal mehr Dritter. Beim Weltcup in Baku in der Saison 2024 gelang ihm im Einzel ebenfalls Platz drei.
Bei den Olympischen Spielen 2024 in Paris ging Park in drei Konkurrenzen an den Start. Im Einzel mit dem Luftgewehr verpasste er als 13. mit 629,2 Punkten das Finale der besten acht Schützen. Sehr schlecht verlief der Wettkampf mit dem Kleinkalibergewehr im Dreistellungskampf, den Park mit 572 Punkten auf dem 44. und damit letzten Platz beendete. Weitaus erfolgreicher verlief wiederum das Mixed mit dem Luftgewehr, in dem er mit Keum Ji-hyeon startete. Mit ihr belegte er in der Qualifikation mit 631,4 Punkten den zweiten Platz. Damit zogen die beiden ins Duell um die Goldmedaille ein, in dem sie den Chinesen Huang Yuting und Sheng Lihao mit 12:16 unterlagen und somit die Silbermedaille erhielten.